# 吉姆·尼科尔森
罗伯特·詹姆斯·“吉姆”·尼科尔森（英語：Robert James "Jim" Nicholson，1938年2月4日—），美国政治家，共和黨人，前美国总统乔治·W·布什政府退伍军人事务部长（2005年-2007年）。
2006年1月31日，乔治·W·布什總統率領閣員到國會發表国情咨文期間，吉姆·尼科尔森被指定為指定倖存者（Designated survivor）在一處秘密安全地點待命，以便在聚集在眾議院會議廳中的總統、副總統以及其他的官員面臨災難時，能按照美國總統繼任順序繼任總統職位。
| 前任： 安东尼·普林奇皮 | 美国退伍军人事务部长 2005年 - 2007年 | 繼任： 詹姆斯·皮克 |